# Hansjörg Schellenberger
Hansjörg Schellenberger (* 13. Februar 1948 in München) ist ein deutscher Oboist und Dirigent.

## Leben
Schellenberger wuchs in Saal an der Donau bei Regensburg auf und absolvierte an der damaligen Donau-Oberrealschule Kelheim 1967 sein Abitur. Bereits im Alter von 6 Jahren spielte er Blockflöte, mit 13 nahm er Oboen-Unterricht. 1965 wurde er beim Wettbewerb „Jugend musiziert“ mit dem 1. Bundespreis ausgezeichnet; ein daran anschließendes Stipendium ermöglichte ihm die Teilnahme am National Music Camp of Interlochen (Michigan, USA). Ab 1967 studierte er an der Musikhochschule München Oboe und Dirigieren und an der TU München Mathematik und Informatik. 1968 gehörte er zu den Mitbegründern der Reihe musik unserer zeit, wo er viele junge Komponisten kennenlernte und sich intensiv mit zeitgenössischer Musik unter Ausnutzung neuer Spielweisen für die Oboe beschäftigte.
Nach seinem Examen 1970 wurde Schellenberger ab September 1971 stellvertretender Solo-Oboist beim Kölner Rundfunk-Sinfonie-Orchester; ab 1975 war er Solo-Oboist. Gleichzeitig studierte er noch weiter bei Helmut Winschermann an der Detmolder Musikakademie, wo er 1973 sein Konzertexamen ablegte. Ab September 1977 gastierte er regelmäßig beim Berliner Philharmonischen Orchester unter Herbert von Karajan, von September 1980 bis 2001 war er dort Solo-Oboist. Von 1983 bis 1997 führte er außerdem die Geschäfte der Berliner Philharmoniker im Bereich der Phono- und Fernsehproduktionen.
Als Solist trat Schellenberger mit vielen Orchestern und Dirigenten auf, darunter Herbert von Karajan, Claudio Abbado, Carlo Maria Giulini, Riccardo Muti, James Levine u. a. Daneben war er seit Beginn der Berufstätigkeit auch als Kammermusiker aktiv, so bei den Bläsern der Berliner Philharmoniker, als Gründer des „trio d’anches köln“ (1973), als Mitgründer des Ensembles Wien-Berlin (1983) sowie als Gründer und Leiter des Haydn-Ensembles Berlin (1991). Er unterhält langjährige Duo-Partnerschaften mit dem Pianisten Rolf Koenen, dem Flötisten Wolfgang Schulz, der Harfenistin Margit-Anna Süß (seiner Ehefrau) und weiteren Musikern.
Seit seinem Ausscheiden bei den Berliner Philharmonikern 2001 konzentriert sich Schellenberger zunehmend auf das Dirigieren. Er dirigierte u. a. am Teatro alla Scala in Mailand, das Orchester Santa Cecilia in Rom, das Jerusalem Symphony Orchestra und das NHK-Sinfonieorchester Tokio. Im Oktober 2013 wurde er zum Chefdirigenten des Okayama Philharmonic Orchestra ernannt.
Ab der Spielzeit 2021/22 ist Hansjörg Schellenberger Chefdirigent und künstlerischer Leiter der Berliner Symphoniker.
Schellenberger lebt in Bayern.

## Lehrtätigkeit
Von 1981 bis 1991 unterrichtete Schellenberger an der Hochschule der Künste in Berlin. Von 1985 bis 1998 gab er regelmäßige Meisterkurse an der Accademia Chigiana in Siena, ab 1986 auch an der Scuola di Musica Fiesole. Seit 2001 ist Schellenberger Professor an der Königlichen Musikschule in Madrid (La Escuela Superior de Música Reina Sofia) und Leiter des Bereichs Woodwind Studies am Royal Northern College of Music in Manchester. Seit 2005 finden alljährlich im September Meisterkurse in seiner Heimat Sachrang im Chiemgau statt.

## Aufnahmen
Von Schellenberger liegen mehrere Dutzend Schallplatteneinspielungen bei Denon, DGG, Orfeo, Sony Classical, EMI und anderen Labels vor. 1997 gründete er sein eigenes Label Campanella Musica. Bereits eine der ersten CDs mit Bach-Sonaten gewann den Deutschen Schallplattenpreis.

## Auszeichnungen
- 1965: 1. Preis beim Wettbewerb Jugend musiziert
- 1971: 1. Preis beim Wettbewerb der Musikhochschulen Deutschlands
- 1972: 2. Preis beim Internationalen Musikwettbewerb der ARD in München
- 1972: Kultureller Förderpreis des Landes Bayern
- 1975: Förderpreis des Landes Nordrhein-Westfalen für junge Künstlerinnen und Künstler
- 1994: Grammy Award für „Best Chamber Music Performance“ mit einer CD
- 2018: Bundesverdienstkreuz am Bande[2]